# Наркосинтез
Наркосинтез (от др.-греч. ναρκωτικός — приводящий в оцепенение, одурманивающий и σύνθεσις — совмещение, помещение вместе) — метод(ы) гипноза с применением наркотических средств. Другое название — наркогипноз.

## Описание
Пациенту, которому предстоит сеанс гипноза, вводится наркотическое вещество до возникновения легкого одурманивания. После этого пациента вводят в наркотический транс. Гипнотизёр направляет внимание пациента на болезненные переживания. При помощи общения устраняются защитные барьеры, создаются возможности осознания и эмоционального отреагирования травмирующих переживаний.